# 築地町 (名古屋市)
築地町（つきじちょう）は、愛知県名古屋市港区の地名。丁番を持たない単独町名である。住居表示未実施。

## 地理
名古屋市港区東部に位置し、北は築三町に接する。

## 歴史

### 町名の由来
当地が主に名古屋港築港第一期工事で埋め立てられた土地であることによる。

### 沿革
- 1908年（明治41年）11月9日 - 公有水面埋立地より、南区築地が成立[1]。
- 1925年（大正14年）4月1日 - 一部（名古屋港築港一号地・二号地）が中川町・磯端町・千鳥町・宝来町・元町・高砂町・稲荷町・真砂町・港本町・西倉町・浜町・北倉町・南倉町・入舟町・海岸通となる[3][4]。
- 1937年（昭和12年）10月1日 - 行政区変更に伴い、港区所属となる[1]。
- 1938年（昭和13年）4月1日 - 築地の一部（名古屋港築港四号地）より、築地町が成立。築地の残部（名古屋港築港三号地）は築三町となる[1]。
- 1955年（昭和30年）8月1日 - 埋立地を編入[1]。
- 1968年（昭和43年）12月2日 - 埋立地を編入[1]。

## 学区
| 番・番地等 | 小学校               | 中学校               | 高等学校 |
| ---------- | -------------------- | -------------------- | -------- |
| 全域       | 名古屋市立大手小学校 | 名古屋市立港南中学校 | 尾張学区 |

## 施設
- 名古屋検疫所
- 王子物流名古屋支店名古屋倉庫
- マルハニチロ物流築港物流センター
- 日産化学工業名古屋工場
- 大王製紙名古屋古紙センター
- 国土交通省中部地方整備局名古屋港湾事務所

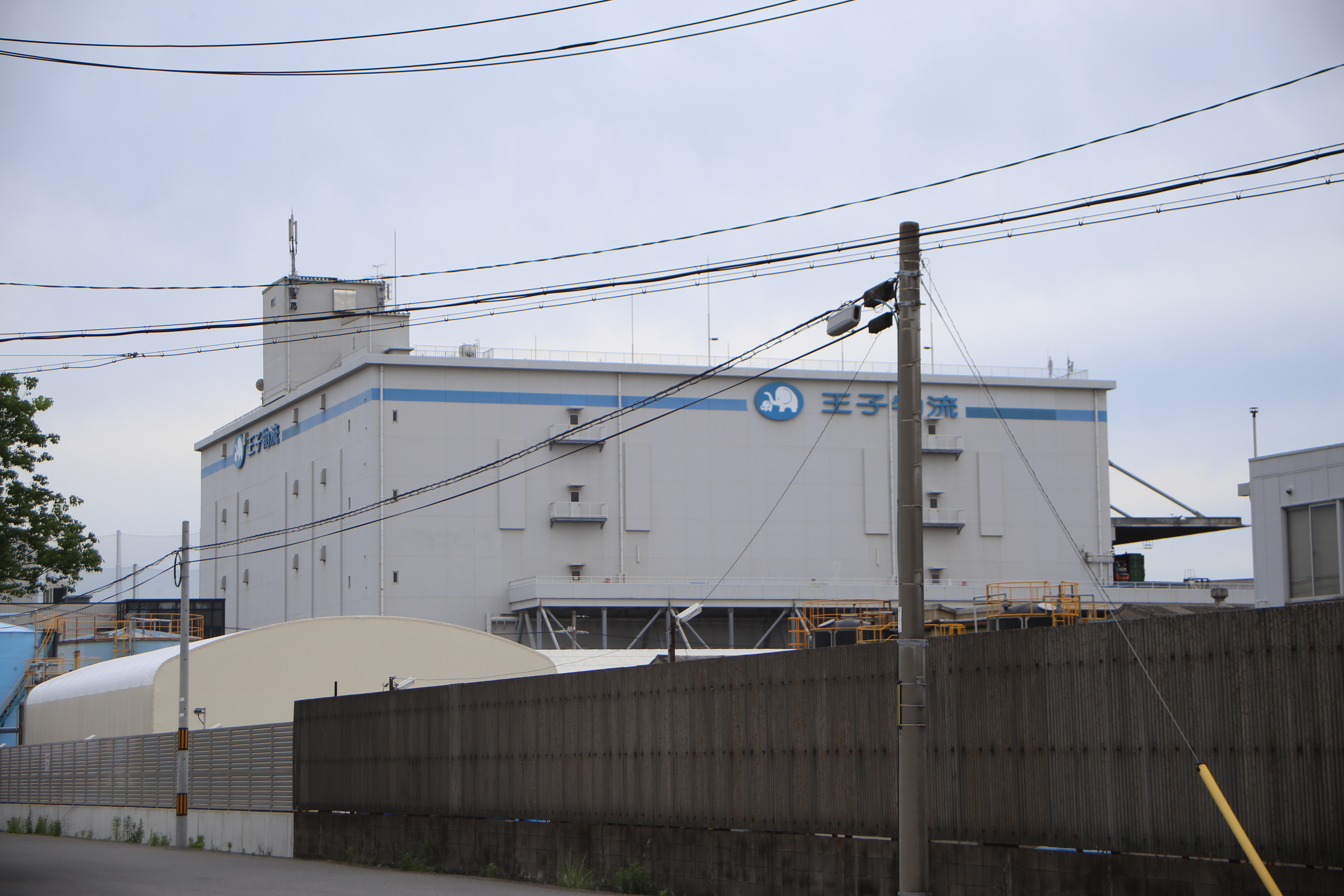
王子物流
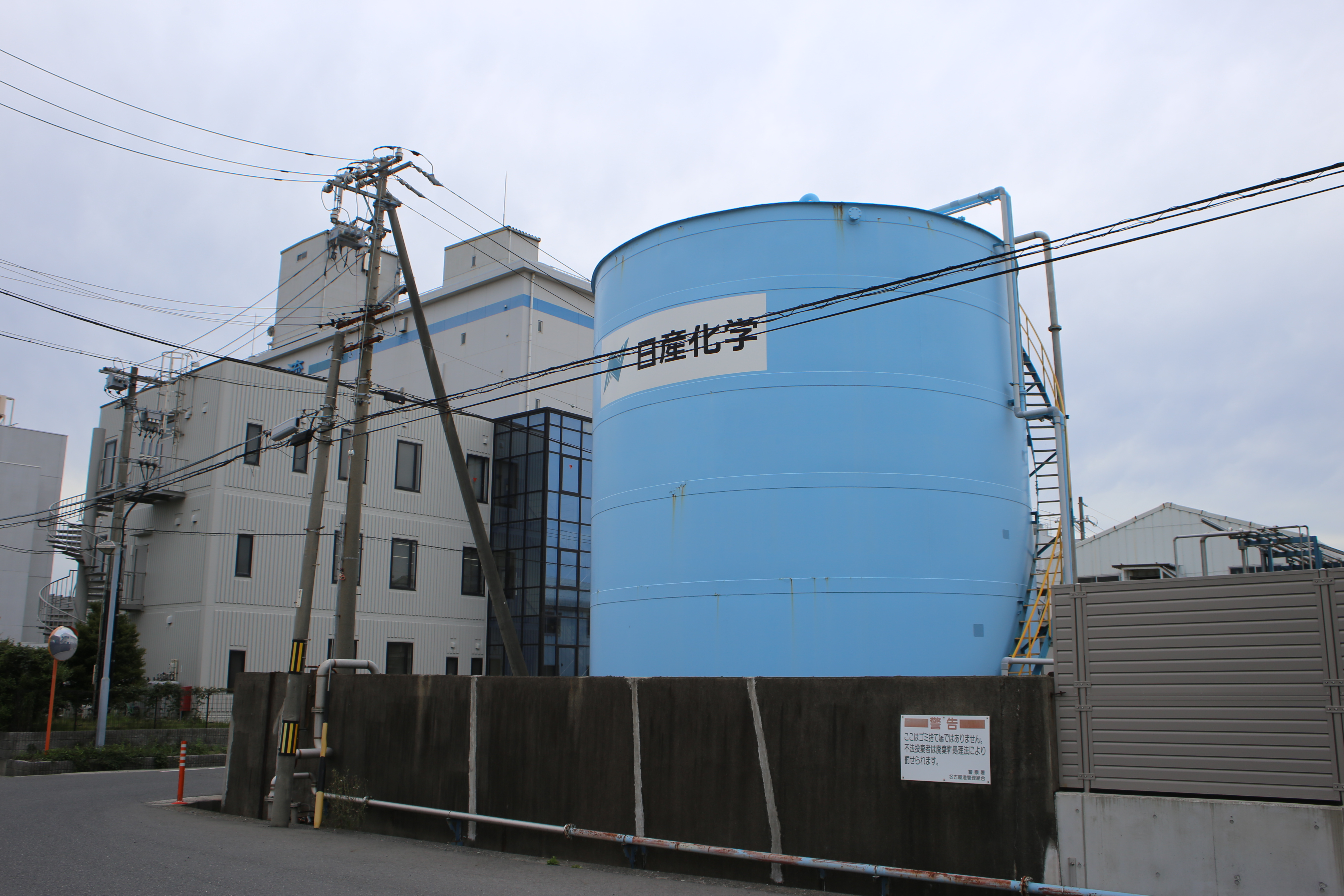
日産化学工業
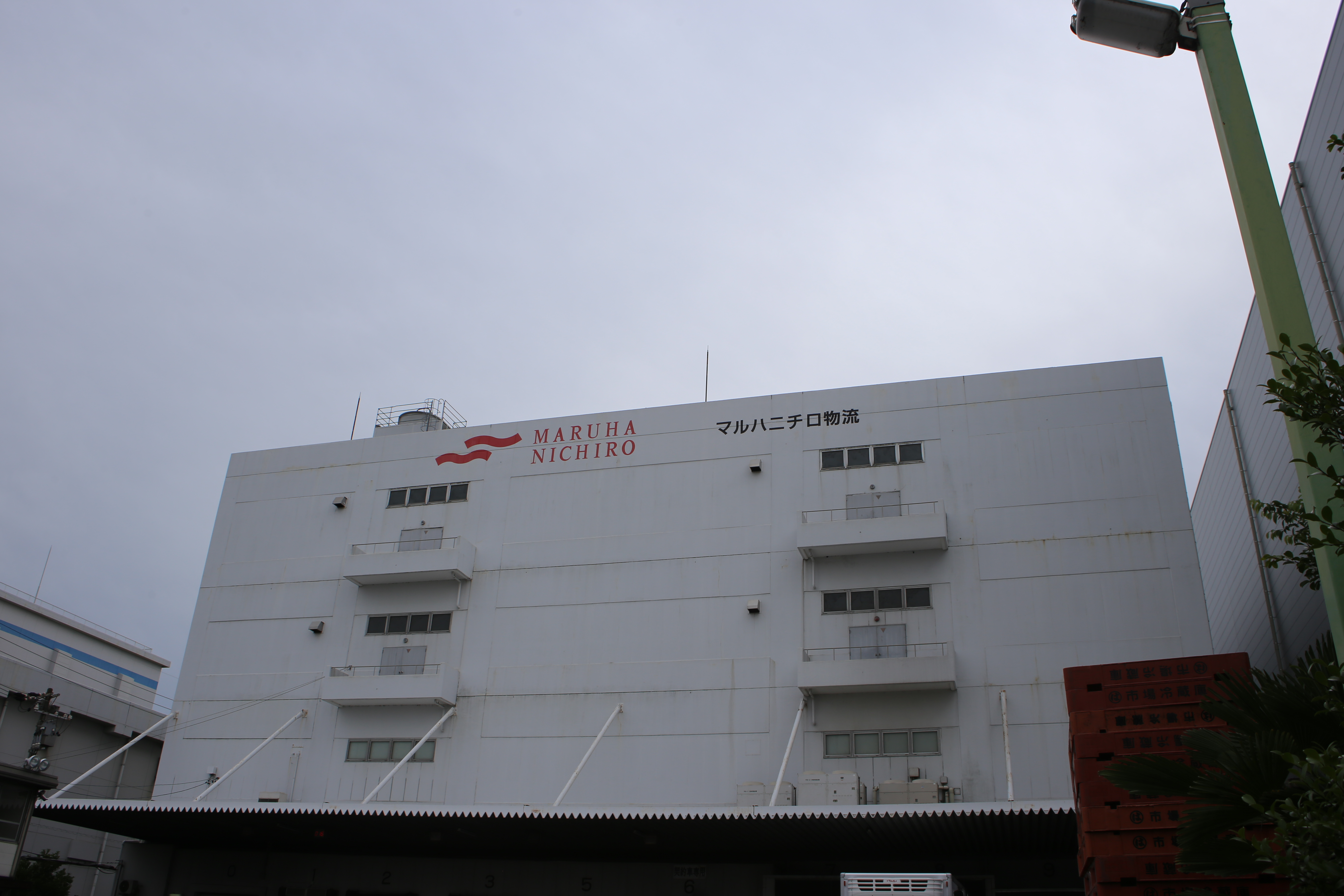
マルハニチロ物流

## その他

### 日本郵便
- 郵便番号 : 455-0045[WEB 2]（集配局：名古屋港郵便局[WEB 6]）。

### WEB
1. ↑  “町・丁目(大字)別、年齢(10歳階級)別公簿人口(全市・区別)”.   名古屋市 (2019年7月22日). 2019年8月12日閲覧。
2. 1 2  “郵便番号”.  日本郵便. 2019年8月12日閲覧。
3. ↑  “市外局番の一覧”.   総務省. 2019年1月6日閲覧。
4. ↑  名古屋市役所市民経済局地域振興部住民課町名表示係 (2015年10月21日). “港区の町名一覧”.   名古屋市. 2020年11月15日閲覧。
5. 1 2  “市立小・中学校の通学区域一覧”.   名古屋市 (2018年11月10日). 2019年1月14日閲覧。
6. ↑  “郵便番号簿 2018年度版” (PDF).   日本郵便. 2019年4月14日閲覧。
7. “愛知県名古屋市港区の町丁・字一覧”.   人口統計ラボ. 2017年10月7日閲覧。

### 文献
1. 1 2 3 4 5 6  名古屋市計画局 1992, p. 843.
2. ↑  「角川日本地名大辞典」編纂委員会 1989, p. 1533.
3. ↑  名古屋市計画局 1992, p. 841.
4. ↑  名古屋市計画局 1992, p. 842.